# Cataratas de Tinago
Las Cataratas de Tinago son unas caídas de agua en la ciudad de Iligan, Lanao del Norte, en el sur de la isla filipina de Mindanao. Es uno de los principales atractivos turísticos de Iligan, una ciudad conocida como la Ciudad de las majestuosas cascadas.
Tinago es un término filipino que significa "oculto", ya que la cascada requiere aproximadamente 500 escalones que descienden de una escalera de "caracol".
Las caídas son altas, sus aguas muy frías que caen en una profunda y tranquila cuenca, que asemeja una piscina, que aparece como una laguna de color azul. Debajo de las cascadas existe una cueva donde la gente puede entrar y escuchar el sonido de las aguas de las caídas de aguas.